# Noli de Castro

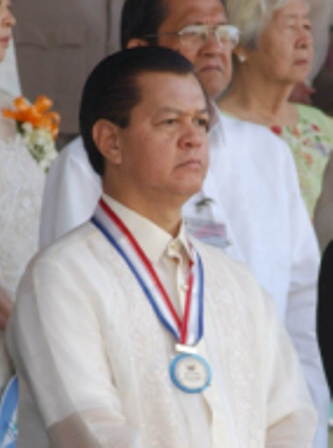
Noli de Castro (2009)

Noli Leuterio de Castro (* 6. Juli 1949 in Pola, Provinz Oriental Mindoro) ist ein philippinischer Nachrichtenmoderator, Politiker und war von 2004 bis 2010 Vizepräsident der Philippinen.

## Biografie

### Studium und Fernsehmoderator
Nach dem Besuch der Pola Central School sowie der Pola Catholic High School in Oriental Mindoro studierte er von 1967 bis 1971 Handel, Bankwesen und Finanzwirtschaft an der University of the East.
Seine berufliche Laufbahn begann er 1976 als Reporter beim Radiosender RPN dzWW, bei dem er anschließend von 1982 bis 1986 Sprecher und Moderator war. 1986 wechselte er zum Fernsehsender ABS-CBN, bei dem er zunächst einer der Moderatoren der Sendung "Good Morning, Philippines" war. 1987 wurde er zunächst Moderator der Sendung "Magandang Umaga" und 1988 von "Overseas Limited". Zwischen 1986 und Februar 2001 war er auch Sprecher (Anchorman) der Nachrichtensendungen "Kabayan" sowie "TV Patrol". Besonders populär wurde er von 1987 bis 2001 als Moderator des Nachrichtenmagazins "Magadang Gabi Bayan". Zugleich war er zwischen 1999 und Februar 2001 nicht nur Chef des Produktionsteams von "TV Patrol", sondern auch Vizepräsident von ABS-CBN sowie des Radiosenders dzMM.

### Senator und Vizepräsident

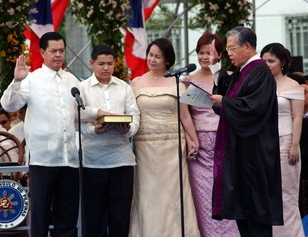
Noli de Castro (links) bei der Ablegung des Amtseides als Vizepräsident (2004)

2001 begann er seine politische Laufbahn mit der Wahl zum Senator.
2004 wurde er zum Vizepräsidenten der Republik Philippinen gewählt und ist damit der Vertreter von Präsidentin Gloria Macapagal-Arroyo während deren bis zum Mai 2010 andauernden Amtszeit.
De Castro war wie Macapagal-Arroyo Kandidat der sogenannten K4-Koalition Koalisyon ng Katapatan at Karanasan sa Kinabukasan (Koalition der Wahrheit und der Erfahrung für Morgen) und setzte sich bei der Wahl zum Vizepräsidenten mit 49,80 der Wählerstimmen gegen die Senatorin Loren Legarda durch, die für die Koalition der Vereinigten Filipinos (Koalisyon ng Nagkakaisang Pilipino, KNP) des Präsidentschaftskandidaten Fernando Poe Jr. antrat und 46,90 Prozent der Stimmen erhielt. Deutlich abgeschlagen erreichte Herminio Aquino, der Vizepräsidentschaftskandidat des Führers der Demokratischen Aktion (Aksyon Demokratiko), Senator Raul Roco, nur 3,24 Prozent der Stimmen, während der Viertplatzierte Rodolfo Pajo von der Partido Isang Bansa Isang Diwa nur 0,06 Prozent Wählerstimmen auf sich vereinigten konnte.
Neben seiner Tätigkeit als Vizepräsident engagiert er sich insbesondere im Bereich des Wohnungsbaus und der Stadtentwicklung und wurde daher auch Minister für Wohnungsbau und Stadtentwicklung (Secretary of Housing and Urban Development) im Kabinett Macapagal-Arroyo. Als solcher ist er zusätzlich Vorsitzender des Wohnungsbau- und Stadtentwicklungsrates (HUDCC), der Gemeinsamen Hausentwicklungsstiftung (Pag-IBIG Fund), der Regulierungsbehörde für Wohnungsbau und Landnutzung (Housing and Land Use Regulatory Board, HLURB), der Nationalen Wohnungsbaubehörde (National Housing Authority, NHA), Nationalen Hypotheken- und Finanzierungsgesellschaft (National Home Mortgage Finance Corporation, NHMFC) und der Sozialen Wohnungsfinanzierungsgesellschaft (Social Housing Finance Corporation SHFC) sowie kraft Amtes Stellvertretender Vorsitzender der Heimsicherungsgesellschaft (Home Guaranty Corporation HGC).
Darüber hinaus ist er Berater der Präsidentin in Angelegenheiten der philippinischen Überseearbeiter, Alternierender Präsidenten der Nationalen Anti-Armutkommission sowie verantwortliches Kabinettsmitglied für die Region MIMAROPA, die die Provinzen Occidental Mindoro, Oriental Mindoro, Marinduque, Romblon und Palawan umfasst.
Bei den Präsidentschaftswahlen am 10. Mai 2010 galt er als amtierender Vizepräsident wegen seiner großen Popularität als möglicher Nachfolger von Präsidentin Macapagal Arroyo.